# Quin
Quin (irisch Cuinche, „Fünf Wege“) ist ein Ort im County Clare im Westen der Republik Irland.
Quin liegt etwa zehn Kilometer südöstlich von Ennis im östlichen Teil der Grafschaft Clare an der Regionalstraße R469 von Ennis nach Kilmurry und wird von dem kleinen River Rine durchflossen. Der irische Name des Ortes bezieht sich auf die ursprünglich fünf Straßen, die aus Quin hinausführten. Die Einwohnerzahl von Quin wurde beim Census 202 mit 922 Personen ermittelt.
Bekannt ist Quin durch die dort befindliche, im allgemeinen Sprachgebrauch wie auch auf Landkarten nur als Quin Abbey bezeichnete Quin Friary, ein auf den Fundamenten einer früheren normannischen Burg errichtetes großes ehemaliges Franziskanerkloster aus dem 15. Jahrhundert. Im Parish Quin befinden sich Knappogue Castle und die Ruine von Ballymarkahan Castle, und in der Nähe von Quin befindet sich die spätmittelalterliche Burg Ballyhannon Castle.
Der Goldsucher Paddy Hannan, der 1893 einen Goldrausch in Australien auslöste, wurde 1840 in Quin geboren.